# SUITS/スーツ〜運命の選択〜
『SUITS/スーツ〜運命の選択〜』(スーツ うんめいのせんたく、原題:슈츠、英題:Suits)は、2018年にKBS 2TVで放送された、韓国のテレビドラマ。

## 概要
『SUITS/スーツ〜運命の選択〜』は、KBS 2TVで2018年4月25日から2018年6月14日まで放送された、法律事務所を舞台にしたテレビドラマである。本作は、アメリカ・USAネットワークで放送されたドラマ『SUITS/スーツ』を原作として制作された作品であり、世界ではじめてリメイクされた。
主役の2人は、6年ぶりのドラマ復帰作となるチャン・ドンゴンが敏腕弁護士チェ・ガンソクを、「花郎」などで注目を集めているパク・ヒョンシクがガンソクに見いだされる新人アソシエイツのコ・ヨヌをそれぞれ演じている。

## あらすじ
時として利己的ではあるが、緻密な計算と判断力で数々の訴訟に勝ってきた法律事務所カン&ハムのエース弁護士チェ・ガンソクは、事務所代表のカン・ハヨンから昇進の条件として部下となるアソシエイツを雇うように告げられる。そんな中、アソシエイツ採用試験の場で、麻薬の運び屋のために警察に追われていたコ・ヨヌとガンソクが出会う。ガンソクは、ヨヌの驚異的な記憶力と警察への見事な自己弁護から、自身のアソシエイツに雇うことにする。ヨヌはガンソクに協力しながら難しい案件を解決してくが、ヨヌの経歴を詐称して採用されていたことから思わす方向へと向かう。

## キャスト
- チャン・ドンゴン - チェ・ガンソク 役(法律事務所カン&ハム主席パートナー弁護士、シニアパートナー)
- パク・ヒョンシク - コ・ヨヌ 役(法律事務所カン&ハム新人弁護士、アソシエイツ)
- チェ・ジョンアン - ホン・ダハム 役(法律事務所カン&ハム法律秘書)
- コ・ソンヒ - キム・ジナ 役(法律事務所カン&ハム法律補助事務主任、パラリーガル)
- チン・ヒギョン - カン・ハヨン 役(法律事務所カン&ハム代表弁護士、代表パートナー)
- チェ・グィファ（朝鮮語版、英語版） - チェ・グンシク 役(法律事務所カン&ハムパートナー弁護士、ジュニアパートナー)

## スタッフ
- 演出：キム・ジヌ
- 脚本：キム・ジョンミン

## 受賞歴
- KBS芸能大賞2018[5]
  - 優秀賞 ミニシリーズ編：チャン・ドンゴン
  - ネットユーザー賞：パク・ヒョンシク
- コリアドラマアワード2018 優秀演技賞(女優)：チェ・ジョンアン

## 放送日程
韓国
| 放送話 | 放送日    | サブタイトル                                           |
| ------ | --------- | ------------------------------------------------------ |
| 第1話  | 2018/4/25 | 運命を決定するのは 偶然ではなく"選択"だ。              |
| 第2話  | 2018/4/26 | ためらわずに賽を投げろ。投げた瞬間1歩前進できる。      |
| 第3話  | 2018/5/2  | 真実の裏には常に暗い闇がある。                         |
| 第4話  | 2018/5/3  | 真実が明らかになっても常に勝つとは限らない。           |
| 第5話  | 2018/5/9  | ハイエナを捕まえるには腐った肉を使え。                 |
| 第6話  | 2018/5/10 | 同じ水から牛は乳を蛇に毒を生む。                       |
| 第7話  | 2018/5/16 | 正義という名の剣に鞘は必要ないのか?                    |
| 第8話  | 2018/5/17 | 正義とは相手に適切なものを返し与えることだ。           |
| 第9話  | 2018/5/23 | 過去に戻ってやり直せないが現在から新たな結末を作れる。 |
| 第10話 | 2018/5/24 | どんな危険を冒すかであなたの真価がわかる。             |
| 第11話 | 2018/5/30 | 悪魔を退治するなら犠牲を払う覚悟が要る。               |
| 第12話 | 2018/5/31 | 理想を盲進すれば現実に裏切られる。                     |
| 第13話 | 2018/6/6  | ウソという翼で離陸した瞬間着陸はない。                 |
| 第14話 | 2018/6/7  | 秘密を完璧に守りたいなら誰にも話してはならない。       |
| 第15話 | 2018/6/13 | 目的地を見失った時は来た道を振り返れ。                 |
| 第16話 | 2018/6/14 | 人生は目的を教えてくれない。                           |

日本
2018年10月、WOWOWで日本初放送となり、その後CS放送のTBSチャンネル1等で放送された。

## 派生商品
DVD BOX
- 「SUITS/スーツ〜運命の選択〜」DVD BOX[8]

DVD SET1(2019年3月2日、NBCユニバーサル・エンターテイメント)
DVD SET2(2019年4月2日、NBCユニバーサル・エンターテイメント)
※Blu-ray版も同時発売